# Castel di Tora
Castel di Tora ist eine italienische Gemeinde in der Provinz Rieti in der Region Latium mit 271 Einwohnern (Stand 31. Dezember 2023). Der Ort liegt ca. 60 Kilometer nordöstlich von Rom und ist Mitglied der Vereinigung I borghi più belli d’Italia (Die schönsten Orte Italiens).
Bis 1864 hieß er Castelvecchio und wurde dann nach der (vermeintlich) hier gelegenen antiken Stadt Thora der Sabiner umbenannt.

## Geographie
Der Ort liegt auf einer Halbinsel im Stausee Lago del Turano, der vom Turano durchflossen wird, und gruppiert sich um eine mittelalterliche Burg. Er ist Mitglied der Comunità Montana del Turano.
Der Ort ist Abschluss der siebten Etappe des Pilgerwegs Benediktweg von Norcia über Subiaco nach Montecassino.

## Geschichte

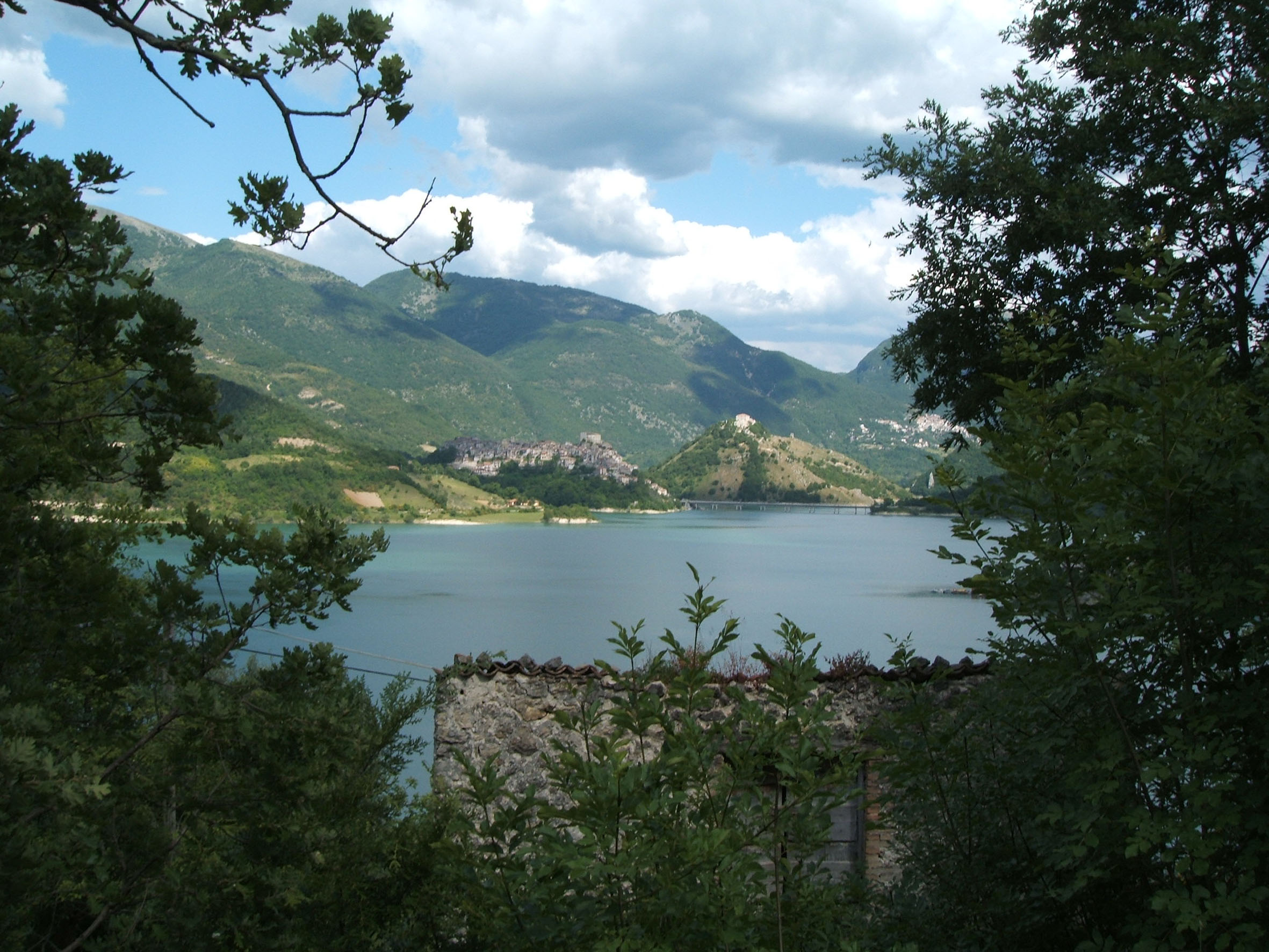
Blick auf Castel di Tora über den See

Die Burg wurde 1035 zum ersten Mal in einem Dokument des Klosters Farfa unter dem Namen Castrum Vetus de Ophiano erwähnt. 1092 kam die Gegend um die Burg an die mächtige Abtei Farfa zusammen mit dem benachbarten Castrum Antoni (heute Ruinen auf dem Monte Antuni). Beide Burgen wurden jedoch wohl schon im 10. Jahrhundert als Verteidigung gegen die Sarazenen errichtet.
1241 wurde die Burg Castel Vecchio von Friedrich II. konfisziert. Nach der Schlacht bei Tagliacozzo (50 km südöstlich) floh der letzte Staufer Konradin am 23. August 1268 auf die Burg Castel Vecchio. In der Folge kam die Burg an die Grafen Mareri. 1440 folgten im Besitz die Orsini, 1558 die Estouteville und 1634 die Borghese. Das Castel Antuni gehörte dagegen den Brancaleoni und ab dem 18. Jahrhundert den Del Drago.
1935 bis 1938 wurde der Lago del Turano aufgestaut. Dabei verschwanden allerdings die fruchtbarsten Böden der Region, was zu einer Abwanderung der Bevölkerung führte. Heute spielt der See jedoch eine wichtige Rolle beim Tourismus, der sich zum bedeutendsten Wirtschaftszweig entwickelte.

1944 wurde das Castel Antuni beim Vormarsch der Alliierten bombardiert und der Ort um den Palazzo del Drago von der Bevölkerung vollständig verlassen. 1992 wurde der Palazzo del Drago restauriert und darin eine Klinik für Drogenabhängige eingerichtet.

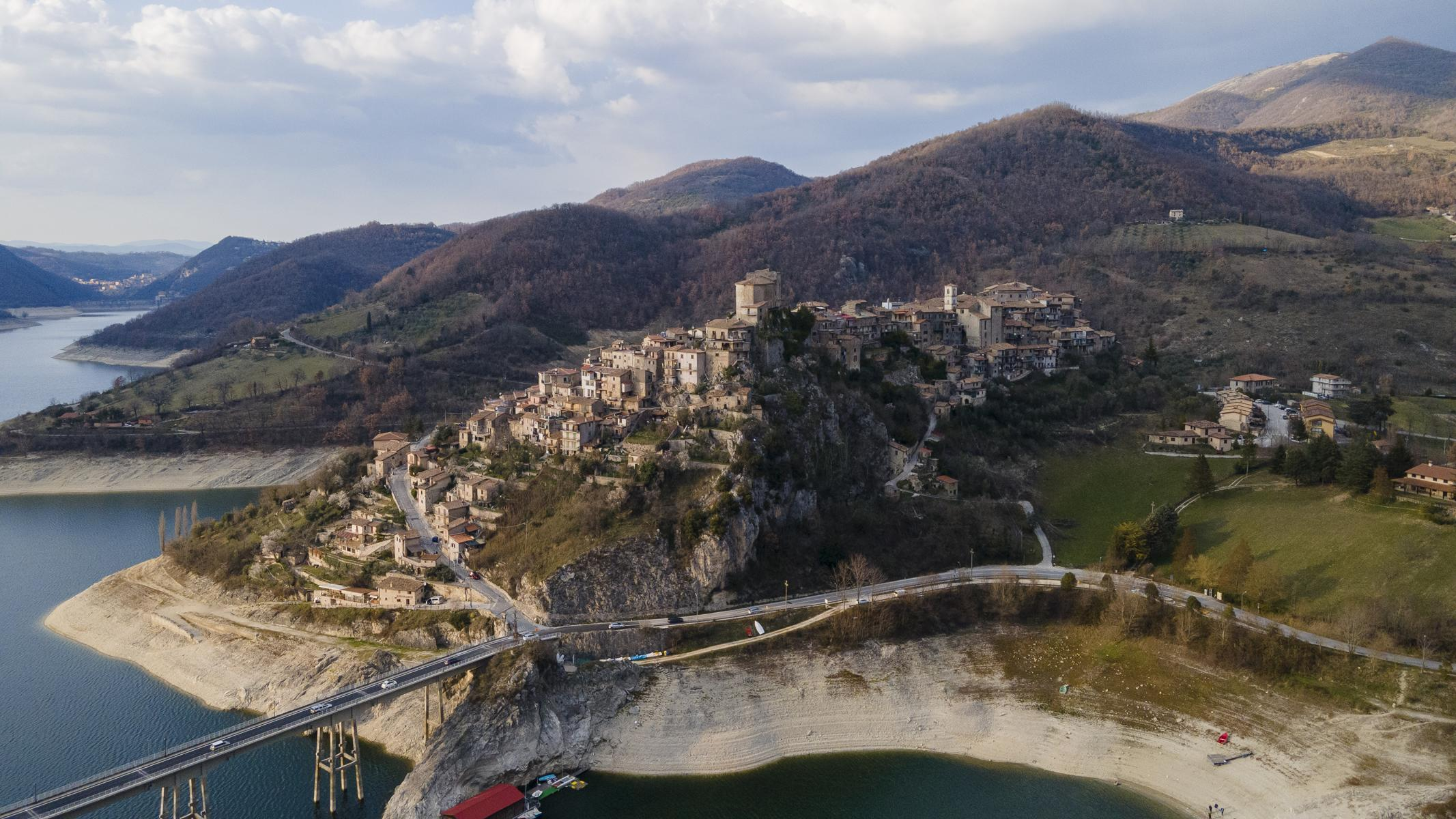
Castel di Tora aus der Vogelperspektive.

## Bevölkerungsentwicklung
| Jahr      | 1861 | 1881 | 1901 | 1921 | 1936 | 1951 | 1971 | 1991 | 2001 |
| --------- | ---- | ---- | ---- | ---- | ---- | ---- | ---- | ---- | ---- |
| Einwohner | 1009 | 1036 | 1011 | 964  | 890  | 826  | 489  | 330  | 286  |

Quelle: ISTAT

## Politik
Cesarina d'Alessandro (Lista Civica: Insieme Per Castel Di Tora) wurde am 26. Mai 2019 zur Bürgermeisterin gewählt.
Castel di Tora hat eine Partnerschaft mit der französischen Gemeinde Oingt im Département Rhône.

## Feste
- Am ersten Sonntag nach Aschermittwoch findet die Sagra del Polentone statt.
- Am ersten Sonntag im Oktober findet die Sagra degli Strigliozzi statt. Strigliozzi ist eine handgemachte Nudelspezialität.

## Belege
1. ↑  Bilancio demografico e popolazione residente per sesso al 31 dicembre 2023. ISTAT. (Bevölkerungsstatistiken des Istituto Nazionale di Statistica, Stand 31. Dezember 2023).
2. ↑  I borghi più belli d’Italia. Borghipiubelliditalia.it, abgerufen am 31. August 2017 (italienisch).
3. ↑  Regio Decreto Nr. 1678 vom 4. Februar 1864. Abgerufen am 31. Mai 2021 (italienisch).